# Australian Ice Hockey League 2011
Die Saison 2011 war die elfte Spielzeit der Australian Ice Hockey League, der höchsten australischen Eishockeyspielklasse. Meister wurden zum insgesamt zweiten Mal in der Vereinsgeschichte die Melbourne Ice.

## Modus
In der Regulären Saison absolvierte jede der acht Mannschaften insgesamt 28 Spiele. Die vier bestplatzierten Mannschaften qualifizierten sich für die Playoffs, in denen der Meister ausgespielt wurde. Für einen Sieg nach regulärer Spielzeit erhielt jede Mannschaft drei Punkte, für einen Sieg nach Overtime zwei Punkte, für eine Niederlage nach Overtime einen Punkt und für eine Niederlage nach der regulären Spielzeit null Punkte.

## Reguläre Saison

### Tabelle
|    | Klub                    | Sp | S  | OTS | OTN | N  | Tore    | Punkte |
| -- | ----------------------- | -- | -- | --- | --- | -- | ------- | ------ |
| 1. | Melbourne Ice           | 28 | 18 | 3   | 5   | 2  | 146:93  | 65     |
| 2. | Newcastle North Stars   | 28 | 18 | 1   | 3   | 6  | 132:106 | 59     |
| 3. | Sydney Ice Dogs         | 28 | 17 | 2   | 0   | 9  | 124:90  | 55     |
| 4. | Adelaide Adrenaline     | 28 | 12 | 5   | 2   | 9  | 117:94  | 48     |
| 5. | Gold Coast Blue Tongues | 28 | 13 | 1   | 2   | 12 | 120:115 | 43     |
| 6. | Mustangs IHC            | 28 | 8  | 2   | 1   | 17 | 107:132 | 29     |
| 7. | Canberra Knights        | 28 | 8  | 0   | 0   | 20 | 119:167 | 24     |
| 8. | Sydney Bears            | 28 | 2  | 2   | 3   | 21 | 83:151  | 13     |

Sp = Spiele, S = Siege, U = Unentschieden, N = Niederlagen, OTS = Overtime-Siege, OTN = Overtime-Niederlage, SOS = Penalty-Siege, SON = Penalty-Niederlage

## Playoffs

### Halbfinale
- Melbourne Ice – Adelaide Adrenaline 8:3
- Newcastle North Stars – Sydney Ice Dogs 5:2

### Finale
- Melbourne Ice – Newcastle North Stars 3:2